# Вайнер Володимир Герасимович
Володимир Герасимович Вайнер (27 червня 1948, м. Харків) — український кібернетик, фахівець у галузі хімічної кібернетики та інформаційних технологій, доктор технічних наук, професор Харківського національного педагогічного університету імені Григорія Сковороди та завідувач відділу системотехніки та інформативних технологій Науково-технічного центру електрофізичних обробок НАНУ України.

## Біографія
Володимир Вайнер народився 27 червня 1948 року у м. Харкові.
У 1972 році закінчив Харківський інститут інженерів залізничного транспорту.
По закінченню інституту до 1987 року працював у Державному науково-дослідному та проєктному інституті основної хімії.
Протягом 1987—1992 та з 1993 працював у Харківському національному педагогічному університеті імені Григорія Сковороди, зокрема, на посаді професора кафедри автоматизованих систем керування. У 1994 році йому було присвоєне вчене звання професора
У 1992—1993 він працював у Харківському інституті внутрішніх справ.
У 1992 році Володимир Вайнер захистив докторську дисертацію і здобув науковий ступінь доктора технічних наук.
За сумісництвом з 1993 року він обіймав посаду завідувач відділу системотехніки та інформативних технологій Науково-технічного центру електрофізичних обробок НАНУ України.

## Науковий доробок
Володимир Вайнер займався створенням автоматизованої інформаційної системи і системи керування для забезпечення екологічної безпеки на потенційно небезпечних промислових об'єктах.
Основні праці
- Новые информационные технологии для инженеров: Учеб. пособ. К., 1996 (співавтор)
- Экономико-экологическое моделирование: Учеб. пособ. Х., 1997 (співавтор)
- Комп'ютерознавство: Укр.-рос.-англ. навч. тлумач. слов. Х., 1997 (співавтор)